# Rejtő Gábor
Rejtő Gábor, másképp Gabor Rejto (Budapest, 1916. január 23. – Los Angeles, 1987. június 26.) magyar származású amerikai gordonkaművész, zenepedagógus. A 20. század folyamán különböző művészekkel és kamarazenei együttesekkel lépett fel.

## Élete

### Korai évei
Budapesten született zsidó családban Rejtő Ármin (1881–1969) magánhivatalnok és Engel Janka (1886–1940) gyermekeként. Első csellótanára Teller Frigyes volt, egy helyi tanár, akinek elképzelései a korban kivételesen progresszívnak számítottak. Tizenhat évesen felvételt nyert a Zeneakadémiára, ahol Schiffer Adolf (Popper Dávid tanítványa és későbbi asszisztense) növendéke volt. Két évvel később megszerezte diplomáját és elkezdte európai koncertkarrierjét.

### Tanulmányai
Húszéves korától két évig Pau Casalsnál tanult, először Barcelonában, majd Pradesben. Casals cselló-technikáját ebben az időben forradalminak tartották: egy hónapig dolgozott vele csak az alaptechnikán. Ezt követően Európa-szerte koncertezett, olyan nagyvárosok szimfonikus zenekaraival, mint Bécs, Budapest, Róma, Varsó, és szólóesteket is adott.

### Karrierje

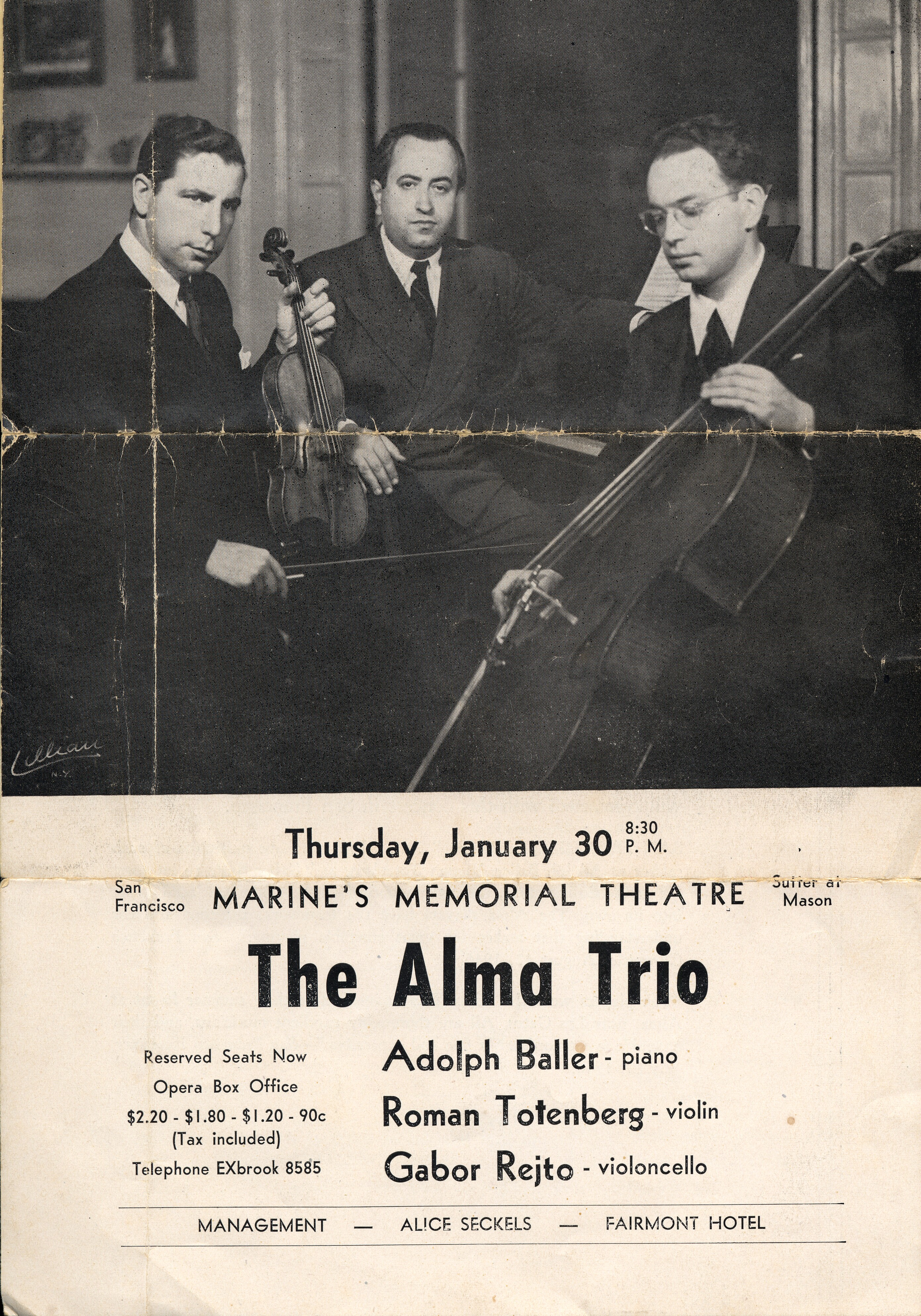
Rejtő Gábor az Alma Trióval, 1947

1952-ben Yaltah Menuhin zongoraművésznővel közösen bejárták Új-Zélandot. Öt héten át huszonöt koncertet adtak, amely nagy kritikai elismerést kapott.
1939-től haláláig az Amerikai Egyesült Államokban élt. Pályafutása során a Manhattan és az Eastman Schools of Music karán oktatott. 1954-től haláláig cselló professzor volt a Dél-Kaliforniai Egyetemen. Emellett a Paganini Quartet és a Magyar vonósnégyes csellistái közé tartozott. Az Alma Trio zongoratrió alapító tagja volt, és ez utóbbi zenekarnál 1942-től az 1976-os feloszlásukig játszott. Az 1980-as évek elején a trió átalakult,  Rejtő ismét csellista lett. Évekig tanított a Music Academy of the West-ben tehetséges hallgatók nyári programjában, ahol mesterkurzusai rendkívül népszerűek voltak, nemcsak csellisták körében. Kamarazenei tapasztalatai az Egyesült Államok egész területéről sok hallgatót vonzottak az általa megrendezett csellókurzusokra.
1972-ben elnyerte az „Artist Teacher of the Year” címet az American String Teachers Association megalakulásának 25. évfordulójára rendezett konferencián.
Utolsó nyilvános fellépése 1987 májusában volt egy Dvořák-koncerten az USC Community Symphony Orchestre-vel. 
1987. június 26-án agydaganatban halt meg.

### Családja
Felesége, Alice zongorista volt. Fia, Peter Rejto szintén csellista lett és az Oberlin Conservatory of Musicban oktatott. Egyik alapítótagja volt a Los Angeles-i Zongorakvartettnek. Rejtő Gábor lánya, Nika S. Rejto jazz fuvolaművész. Teazing Socrates címmel albumot adott ki 2006-ban, amelyet néhai apjának szentelt.

## Fordítás
- Ez a szócikk részben vagy egészben  a   Gábor Rejtő című angol Wikipédia-szócikk ezen változatának fordításán alapul.  Az eredeti cikk szerkesztőit annak laptörténete sorolja fel. Ez a jelzés csupán a megfogalmazás eredetét és a szerzői jogokat jelzi, nem szolgál a cikkben szereplő információk forrásmegjelöléseként.

## Külső hivatkozások
- Gábor Rejto diszkográfia a CD Universe-ben
- Alibris Classical Music - Gabor Rejto CD-k
- A Los Angeles-i zongorakvartett
- Nika Rejto